# Backlash 2016
Backlash (2016) was een professioneel worstel-pay-per-view (PPV) en WWE Network evenement dat georganiseerd werd oor WWE voor hun SmackDown brand. Het was de 12e editie van Backlash en vond plaats op 11 september 2016 in het Richmond Coliseum in Richmond, Virginia. Dit was het eerste evenement van Backlash sinds 2009.

## Matches
| Nr. | Match                                                                          | Winnaar(s)                | Opmerkingen | Bron  |
| --- | ------------------------------------------------------------------------------ | ------------------------- | --- | ----- |
| 1   | Baron Corbin vs. Apollo Crews                                                  | Baron Corbin              | Eén-op-één match.                                                                                               | [ 2 ] |
| 2   | Becky Lynch vs. Alexa Bliss vs. Carmella vs. Naomi vs. Natalya vs. Nikki Bella | Becky Lynch (nc)          | 6-Pack Elimination Challenge match voor het inaugurele WWE SmackDown Women's Championship.                      | [ 2 ] |
| 3   | The Usos (Jimmy & Jey Uso) vs. The Hype Bros (Mojo Rawley & Zack Ryder)        | The Usos                  | Tag team match om te kwalificeren in de toernooifinales voor de inaugurele WWE SmackDown Tag Team Championship. | [ 2 ] |
| 4   | The Miz (c) (met Maryse) vs. Dolph Ziggler                                     | The Miz                   | Eén-op-één match voor het WWE Intercontinental Championship.                                                    | [ 2 ] |
| 5   | Bray Wyatt vs. Randy Orton                                                     | Bray Wyatt                | Eén-op-één match.                                                                                               | [ 2 ] |
| 6   | Kane vs. Bray Wyatt                                                            | Kane                      | No Holds Barred match.                                                                                          | [ 2 ] |
| 7   | Heath Slater & Rhyno vs. The Usos (Jimmy & Jey Uso)                            | Heath Slater & Rhyno (nc) | Tag Team toernooifinale voor het inaugurele WWE SmackDown Tag Team Championship.                                | [ 2 ] |
| 8   | AJ Styles vs. Dean Ambrose (c)                                                 | AJ Styles (nc)            | Eén-op-één match voor het WWE Word Championship.                                                                | [ 2 ] |